# Flughafen Aomori

i7
i11
i13
Der Flughafen Aomori (japanisch 青森空港 Aomori Kūkō, IATA-Code: AOJ, ICAO-Code: RJSA) ist der Flughafen der japanischen Stadt Aomori und liegt etwa sechs Kilometer südwestlich der Stadt. Der Flughafen Aomori gilt nach der japanischen Gesetzgebung als Flughafen 3. Klasse und bietet derzeit bis auf eine Verbindung zum Flughafen Incheon bei Seoul nur inländische Verbindungen an.

## Geschichte
1964 wurde der ursprüngliche Flughafen Aomori noch mit einer 1200 Meter langen Landebahn eröffnet. 1971 wurde die Landebahn auf 1350 m und 1972 auf 1400 m verlängert. Danach gab es nur noch kleine Verlängerungen an der Landebahn, ehe dann zwischen 1979 und 1987 ein neuer Flughafen gebaut wurde, da der alte nicht mehr erweitert werden konnte. Der neue Flughafen wurde im Juli 1987 eröffnet.
Bei der Eröffnung hatte der Flughafen eine 2000 m lange Landebahn, welche bereits 1990 auf 2500 m erweitert wurde.
Zwischen 2000 und 2005 gab es hier die letzte Verlängerung der Landebahn, die nun eine Länge von 3000 Meter aufweist. Im Jahr 2003 wurde ein Instrumentenlandesystem des Typs ILS CAT III installiert.